# Jaivana

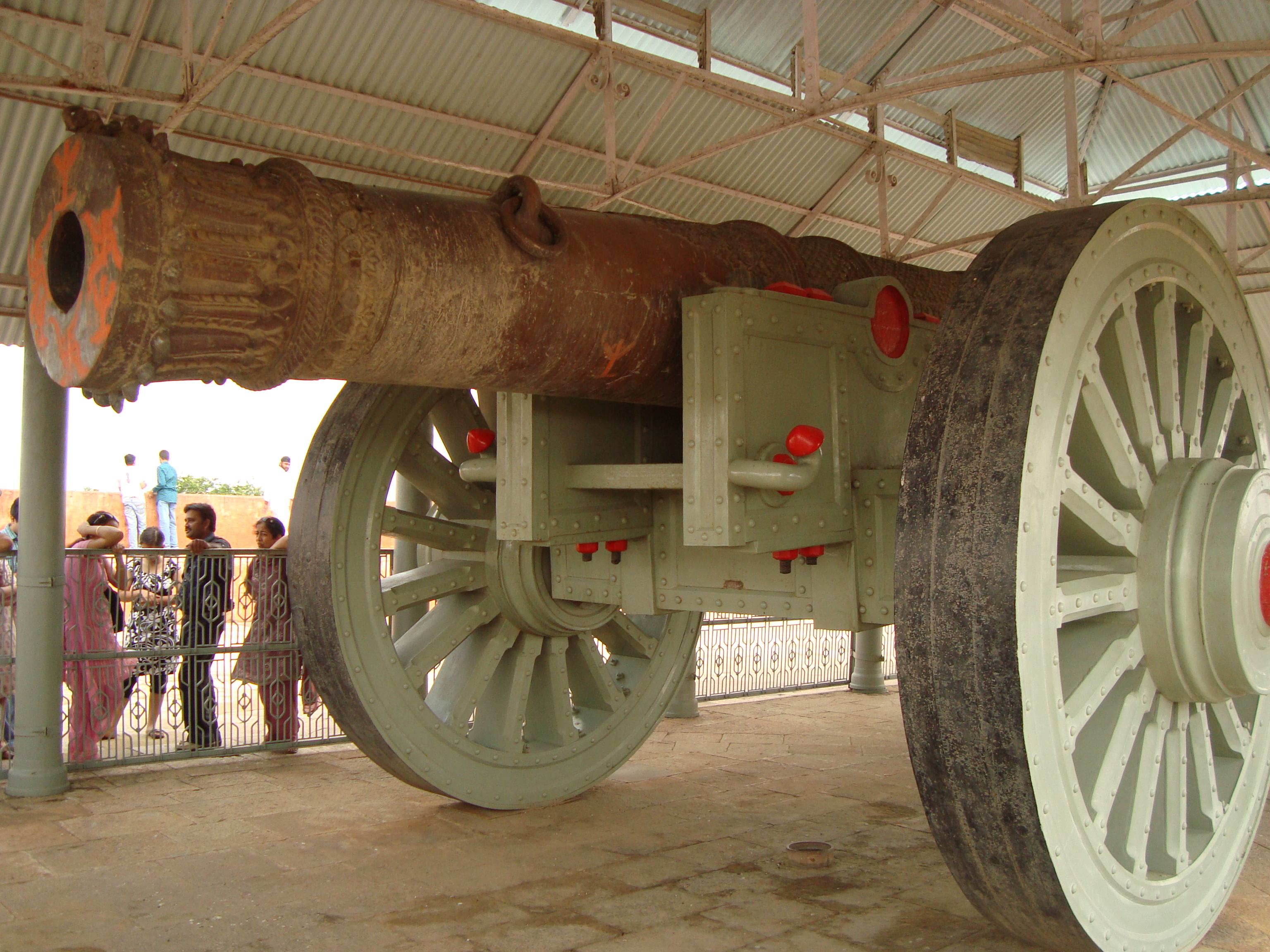
Jaivana.

Le Jaivana (hindi : जयवाण) est un canon monté sur quatre roues. Sa taille de 6,15 mètres (longueur du canon) et son poids de 50 tonnes en font l'un des plus imposants construits de ce type. Fondu en 1720 à la demande de Jai Singh II, il est conservé au fort de Jaigarh à Jaipur.
Il n'a jamais servi, un tir nécessitant près de 100 kg de poudre à canon pour tirer un boulet de 50 kg. Son déplacement nécessitait quatre éléphants. La légende veut qu'il n'ait même tiré qu'une seule fois en 1720 devant Muhammad Shâh et que la force de recule du canon aurait tué un éléphant et plusieurs hommes.